# GW151012
GW151012 , anciennement G197392 et LVT151012, est le nom d'une onde gravitationnelle, annoncée par les laboratoires LIGO et Virgo. Le signal a été détecté le 12 octobre 2015 à 9 h 54 min 43 s 44 UTC par les interféromètres du LIGO du complexe nucléaire de Hanford et de Livingston et est potentiellement originaire d'une fusion d'un trou noir binaire.
Dans une publication de février 2019, Nitz et alii ont indiqué que le signal avait une probabilité d'origine astrophysique à 97,6%.